# Darrell Thompson
Darrell Thompson (* 23. November 1967 in Rochester, Minnesota) ist ein ehemaliger professioneller American-Football-Spieler auf der Position des Runningbacks.
Nachdem Thompson seinen Schulabschluss an der John Marshall High School in Rochester abgelegt hatte, spielte er für die College-Mannschaft der Minnesota Golden Gophers und wurde dort zu einem herausragenden Spieler und gilt bis heute als einer der besten Spieler, die je bei den Golden Gophers gespielt haben. In zwei Spielzeiten wurde er zum Most Valuable Player (MVP) seines Teams gewählt. Er erzielte dort über 4.600 Yards Raumgewinn und wurde anschließend 1990 von den Green Bay Packers in der ersten Runde an 19. Position gedraftet. Während seiner Karriere in der National Football League (NFL) erzielte er in 60 Spielen rund 1.600 Yards Raumgewinn und fing 8 Touchdowns. Schon während seiner Zeit in der NFL begann er sich im Rahmen eines sozialen Programms in den Twin Cities zu engagieren.
Nachdem Thompson 1994 seine Sportlerkarriere beendet hatte, kehrte er in die Twin Cities zurück und setzte dort seine Tätigkeit in dem sozialen „Bolder Options“-Projekt fort. Zudem ist er gelegentlich als Radiokommentator bei Sportveranstaltungen tätig.